# Le Monde Diplomatique Brasil

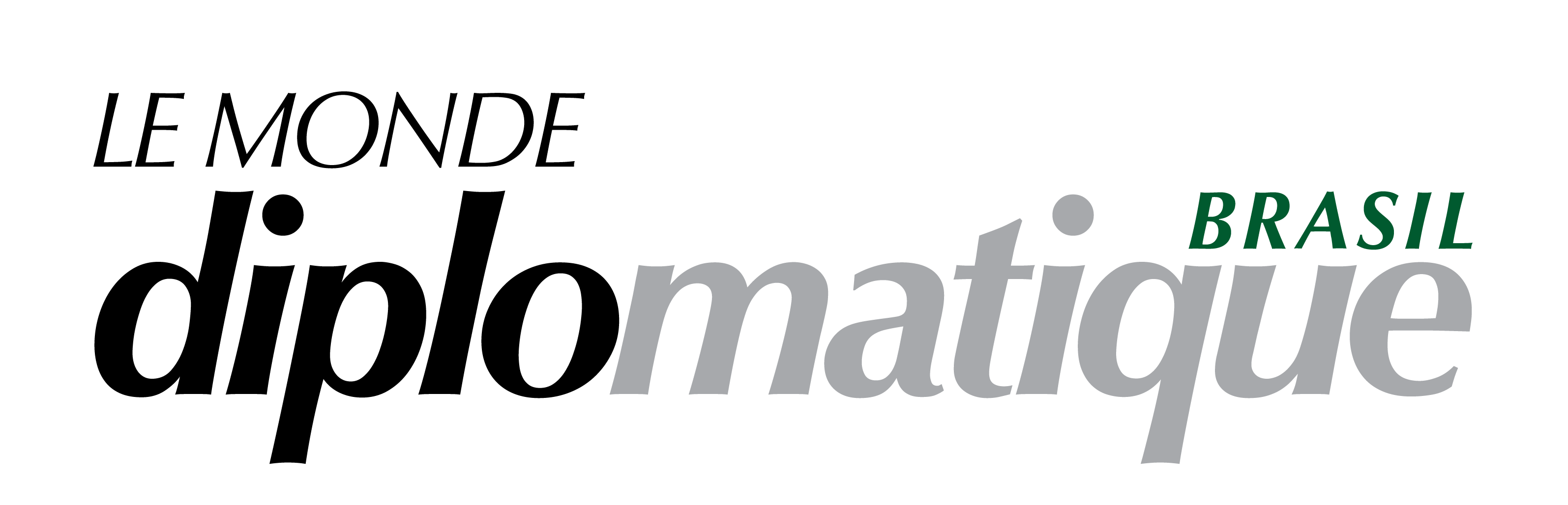
Logo do jornal Le Monde Diplomatique Brasil

O jornal Le Monde diplomatique Brasil começou em 2007 como uma iniciativa, principalmente, do Instituto Polis; e desde 2010 é editado pela Organização Não Governamental Palavra Livre.
O Le Monde diplomatique foi lançado em 1954, na França, e hoje é publicado em 29 edições internacionais e 18 idiomas, com uma tiragem de 2,4 milhões de exemplares.
A Biblioteca Diplô mantém grande parte desse material disponível pela Internet. A edição brasileira tem mais de 3.300 textos publicados e desde abril de 2022 conta com 176 edições.
A edição online conta com um extenso acervo atualizado diariamente. Em 2008, o Le Monde Diplomatique Brasil estreou o podcast Guilhotina, que semanalmente recebe analistas com pesquisas inovadoras para entender o Brasil e sua inserção subordinada no mundo. Em março de 2022, já eram mais de 160 episódios publicados. 